# Рено Бургундский (граф Монбельяра)
Рено Бургундский (фр. Renaud de Bourgogne; ум. 1321) — граф Монбельяра с 1282 года. Сын сеньора Салена Гуго де Шалона (из Иврейской династии) и пфальцграфини Бургундии Адельгейды, известной ещё как Алиса Меранская. Он стал первым представителем бургундской ветви Шалонского дома среди графов Монбельяра.

## Биография
15 мая 1282 года Рено взял в жёны Гильометту Нёфшательскую, графиню Монбельяра, став графом по праву жены. Она была дочерью Амедея Нёфшательского.

### Хартия свободы для Монбельяра
В мае 1283 года Рено даровал городу Монбельяру хартию свободы. Эта хартия привилегий, торжественное оглашение которой произошло в местечке Сен-Мартен, закрепила новое положение горожан Монбельяра. Хартия закрепляла прекращение обременения сервитутами, устанавливалось понятие невиданной прежде свободы личности, что было весьма прогрессивно для той исторической эпохи. Жители Монбельяра за своё освобождение должны были коллективно заплатить 1000 серебряных эстевенанта (фр. estèvenante).
По хартии 1283 года Рено также заложил основы городского управления, которые будут действовать вплоть до французской революции. Это разделение властных полномочий между сеньором (часто отсутствующим) и мещанским сословием дало толчок к формированию нового склада общественной жизни. Таким образом, Монбельяр становится «современным» средневековым городом.
Управление городом было вверено так называемому Совету Девяти, состоявшему из девяти вольных горожан (каждый из которых был главой одного из девяти «дозоров» или кварталов, образующих город). Возглавляли Совет Девяти два городских старшины и мэр, который был представителем города при графе. Эти три должности ежегодно разыгрывались жеребьёвкой между членами Совета. Одновременно формировался «Магистрат», или Городской совет, орган управления и судебная инстанция. Магистрат составлялся, по большей части, из торговцев и ремесленников. Они формировали городской суд, который был уполномочен рассматривать мелкие дела и выносить по ним решения. При этом владетельный граф оставался верховным судьёй.
Постоянно испытывая потребность в денежных средствах для войны с императором Священной Империи Рудольфом I, Рено в 1307 году также дарует свободу городу Бельфор в обмен на уплату 1000 серебряных эстевенантов. Точно такую же сумму он получил 24 года назад от горожан Монбельяра.

### Брак и дети
В браке с Гильометтой Нёфшательской родились сын и четыре дочери:
- Отенин, умственно отсталый, умерший в 1339 году
- Агнес, вышедшая замуж за Генриха де Монфокона
- Жанна, в 1299 году сочеталась браком с Ульрихом III, графом Феррета, затем была замужем за Рудольфом Хессо, маркграфом Баден-Бадена и в 3-й раз вышла замуж в 1336 году за графа Гийома Катценельнбогена (она скончалась в 1349 году).
- Маргарита, вышедшая замуж за Гийома д’Антиньи, сеньора Сент-Круа.
- Алиса, вышедшая замуж за Жана II Шалон-Осерского (скончалась в 1363 году).

### Наследование графства
1 сентября 1314 года Рено составил завещание, по условиям которого вся собственность наследуется его супругой Гильометтой. Но та скончалась через несколько лет. В 1321 году, незадолго до своей смерти, Рено составляет новое завещание, по которому наследство разделяется между его детьми. Важно, что по условиям завещания бывший умственно отсталым Отенин, в случае своей недееспособности, помещается под опеку.
Опекуном был назначен Гуго Бургундский, брат Рено, который был регентом графства в течение 5 лет. Если в течение 5 лет после смерти Рено, Отенин будет стойко неспособен управлять делами графства (именно так и вышло), тогда наследство окончательно делится между детьми Рено, а графство Монбельяр будет обязано оказывать помощь Отенину до конца его дней. Отенин умрёт через 17 лет после кончины своего отца.
После смерти регента Гуго Бургундского (примерно 1330 год), графство Монбельяр наследовала Агнес, третья дочь Рено и супруга Генриха I де Монфокона. Жанна, старшая наследница, получила Бельфор. Так началось разделение графства Монбельяр, поскольку Бельфор сначала попал в руки графов Феррет, а затем, после 1360 года, вошёл в австрийские владения Габсбургов.